# Jan Frans van de Gaer
Jan Frans van de Gaer (1782-1820) was leraar en schrijver.
Hij werd in 1782 geboren te Sint-Pieters Vissenaken. In 1800 vestigde hij zich te Antwerpen, waar hij hulponderwijzer werd. In 1808 startte hij zelf een school op. Later werd hij door het Antwerpse bestuur benoemd tot professor en bestuurder van het stedelijk Openbaar Onderling-Onderwijs. Dit ambt vervulde hij tot 14 december 1820, dag van zijn overlijden.
Van de Gaer schreef werkjes voor het onderwijs als: Grond-beginselen der Cyffer-kunst, Antwerpen 1818.
Hij was lid van het Antwerps tael- en dichtkundig Genootschap. In de publicaties van dit genootschap gaf hij dicht- en proza bijdragen. De voornaamste zijn: De slimme Overgaef (1816) en De Modejuffers (1817). Op 11 december 1815 trad hij op in het toneelspel De Vrybuyters, of de Vrugten der opvoeding, door hem zelf geschreven.